# André Piganiol

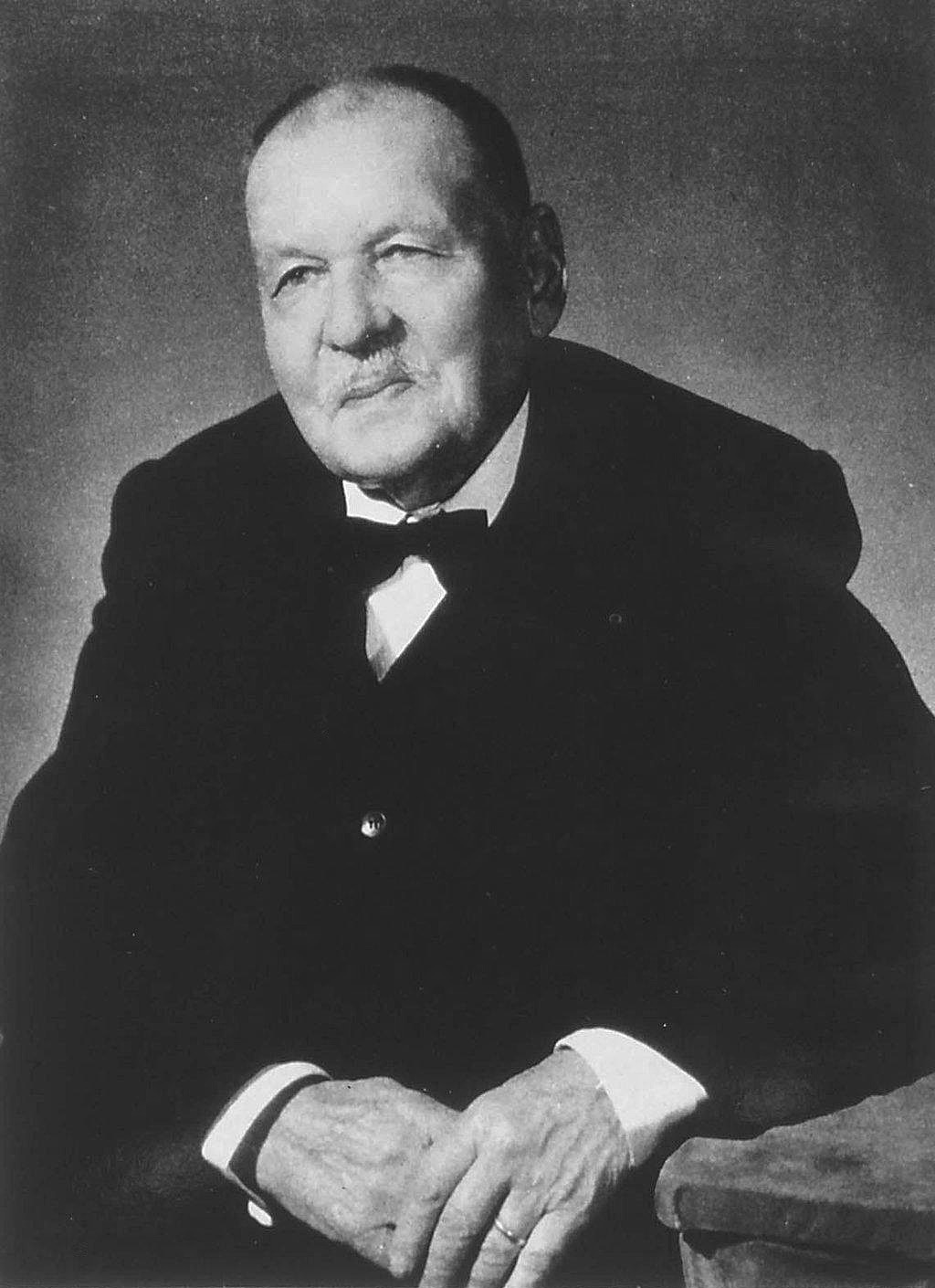
André Piganiol

André Piganiol (Le Havre, 17 januari 1883 - Parijs, 24 mei 1968) was een Frans archeoloog en oud-historicus, gespecialiseerd in de Romeinse geschiedenis.
Hij genoot zijn opleiding aan de prestigieuze École Normale Supérieure en zou lid worden van de École française de Rome (1906-1909). In 1909 werd hij als professor aangesteld aan de universiteit van Straatsburg, vervolgens aan de Sorbonne in 1928 en aan het Collège de France in 1942. Hij werd in 1945 verkozen als lid van de Académie des inscriptions et belles-lettres.

## Werken
- L’Impôt de capitation sous le Bas-Empire (1916)
- Essai sur les origines de Rome (1917)
- Recherches sur les jeux romains : notes d'archéologie et d'histoire religieuse (1923)
- La Conquête romaine (1927)
- Esquisse d'histoire romaine (1931)
- L'Empereur Constantin (1932)
- Histoire de Rome (1934)
- L'Empire chrétien, 325-395 (1947)
- Les Documents cadastraux de la colonie romaine d’Orange (1962)
- Le Sac de Rome : vue d'ensemble (1964)
- Scripta varia (3 delen, 1973)

- Biblioteca Nacional de España: XX1070820
- Bibliothèque nationale de France: cb12017221v (data)
- CiNii: DA03255267
- Gemeinsame Normdatei: 118792121
- International Standard Name Identifier: 0000 0001 2096 2491
- Library of Congress Control Number: n86842058
- Base Léonore: 19800035/901/5423
- Nationale Bibliotheek van Tsjechië: mub20191035626
- Nationale bibliotheek van Australië: 35422964
- Nationale Bibliotheek van Israël: 987007272880205171
- Nederlandse Thesaurus van Auteursnamen: 067514642
- Réseau des bibliothèques de Suisse occidentale: 02-A003694107
- Système universitaire de documentation: 028309847
- Trove: 947273
- Virtual International Authority File: 61558009
- WorldCat: E39PBJfx63fk4b89qQ3tfQhrbd